# Fritz Thiel
Fritz Thiel (Polkowice, 17 agosto 1916 – Berlino, 13 maggio 1943) è stato un ingegnere tedesco e combattente della resistenza contro il regime nazista nell'Orchestra Rossa. Insieme a sua moglie Hannelore furono noti soprattutto per aver stampato gli adesivi usati nella protesta contro la mostra "Il paradiso sovietico" (in tedesco Das Sowjet-Paradies), tenutasi a Berlino nel maggio 1942 e organizzata dal regime per giustificare la guerra contro l'Unione Sovietica. Fu giustiziato per la sua attività nella resistenza.

## Biografia
Nacque a Polkwitz, in Slesia. Dopo aver frequentato la scuola a Bonn, iniziò l'apprendistato come panettiere, ma in seguito passò alla carriera di orologiaio. Nel 1932 si iscrisse alla Lega della Gioventù Comunista di Germania (KJVD). Non sono note le sue successive attività come membro del Partito Comunista di Germania.
Nel 1935, si arruolò volontario nella Luftwaffe e nel 1936 fu inviato a Berlino per l'addestramento come operatore radio. Poiché faceva parte del gruppo giovanile comunista, nel 1936 fu arrestato dalla Gestapo sospettato di alto tradimento, ma rilasciato per mancanza di prove. Nel 1939 fu nuovamente arruolato e impiegato come operatore radio in Polonia. Nel 1940 fu rilasciato dalla Wehrmacht su richiesta del suo datore di lavoro Zeiss-Ikon-Werke.
Dal 1937 iniziò a frequentare la Heil'schen Abendschule Abendgymnasium a Berlino, dove si preparò con successo per l'Abitur. In questa scuola conobbe Hannelore Hoffmann. Nella scuola strinse amicizia con i compagni Friedrich Rehmer, Otto Gollnow, Ursula Goetze ed Eva Rittmeister. Sotto la guida di John Rittmeister, marito di Eva, gli studenti divennero a loro volta oppositori di Hitler.
Nel gennaio 1942, sposò Hannelore, rimasta incinta a diciassette anni, e il 24 maggio 1942 nacque il figlio Alexander. La sua partecipazione nelle attività della resistenza fu incisiva anche se occasionale.

## Resistenza
Nel gennaio 1942 entrò in contatto con il gruppo antifascista di Harro Schulze-Boysen che in seguito l'Abwehr avrebbe chiamato Orchestra Rossa. Partecipò nella produzione e nella distribuzione dell'opuscolo programmatico Die Sorge um Deutschlands Zukunft geht durch das Volk, e aiutò Hans Coppi nei suoi tentativi di riparare le radio difettose e di imparare l'uso della radio. 
Nel maggio 1942, Joseph Goebbels organizzò a Lustgarten una mostra di propaganda nazista intitolata "Il paradiso sovietico", con lo scopo esplicito di giustificare l'invasione dell'Unione Sovietica agli occhi del popolo tedesco. Schulze-Boysen e i membri del gruppo organizzarono un'azione di protesta contro la mostra. Fritz e sua moglie Hannelore stamparono degli adesivi utilizzando un kit di timbri di gomma per bambini. Durante la notte del 17 maggio 1942, nel corso di una campagna avviata da John Graudenz Schulze-Boysen, Maria Terwiel, Fritz e altre diciannove persone, attraversarono cinque quartieri berlinesi per incollare gli adesivi sui manifesti della mostra. Sua moglie, ancora incinta, partecipò alla preparazione ma non fu tra chi li attaccò, il che le risparmiò la pena di morte.

## Arresto
In seguito all'ondata di arresti iniziata dopo quello di Schulze-Boysen, anche la coppia fu arrestata il 16 settembre 1942. Hannelore festeggiò il suo 18º compleanno in prigione. Durante la detenzione, Fritz fu sottoposto a gravi torture psicologiche e fisiche, e tra l'altro fu esposto per giorni alle radiazioni ultraviolette. Le sue dichiarazioni incriminarono pesantemente i suoi amici, in particolare Ursula Goetze, Werner Krauss e John Rittmeister. In seguito tentò di togliersi la vita per questo motivo.
Il 18 gennaio 1943, Fritz fu condannato a morte dal Reichskriegsgericht per alto tradimento e "per aver favorito il nemico". Fu giustiziato nella prigione di Plötzensee il 13 maggio 1943. Nello stesso processo, sua moglie Hannelore fu condannata a sei anni di prigione.